# جيرسون تينوكو
جيرسون تينوكو (بالإسبانية: Gerson Tinoco)‏ (2 نوفمبر 1988 بسيغواتبيكي في هندوراس - ) هو لاعب كرة قدم هندوراسي في مركز الهجوم. شارك مع منتخب غواتيمالا لكرة القدم. أما مع النوادي، فقد لعب مع Deportivo Coatepeque ‏ وكوبان إمبيريال.

## وصلات خارجية
- جيرسون تينوكو على موقع قاعدة بيانات كرة القدم.إي يو (الإنجليزية)
- جيرسون تينوكو على موقع ناشيونال فوتبول تيمز (الإنجليزية)
- جيرسون تينوكو على موقع Soccerway.com (الإنجليزية)